# Isolator (Elektrotechnik)

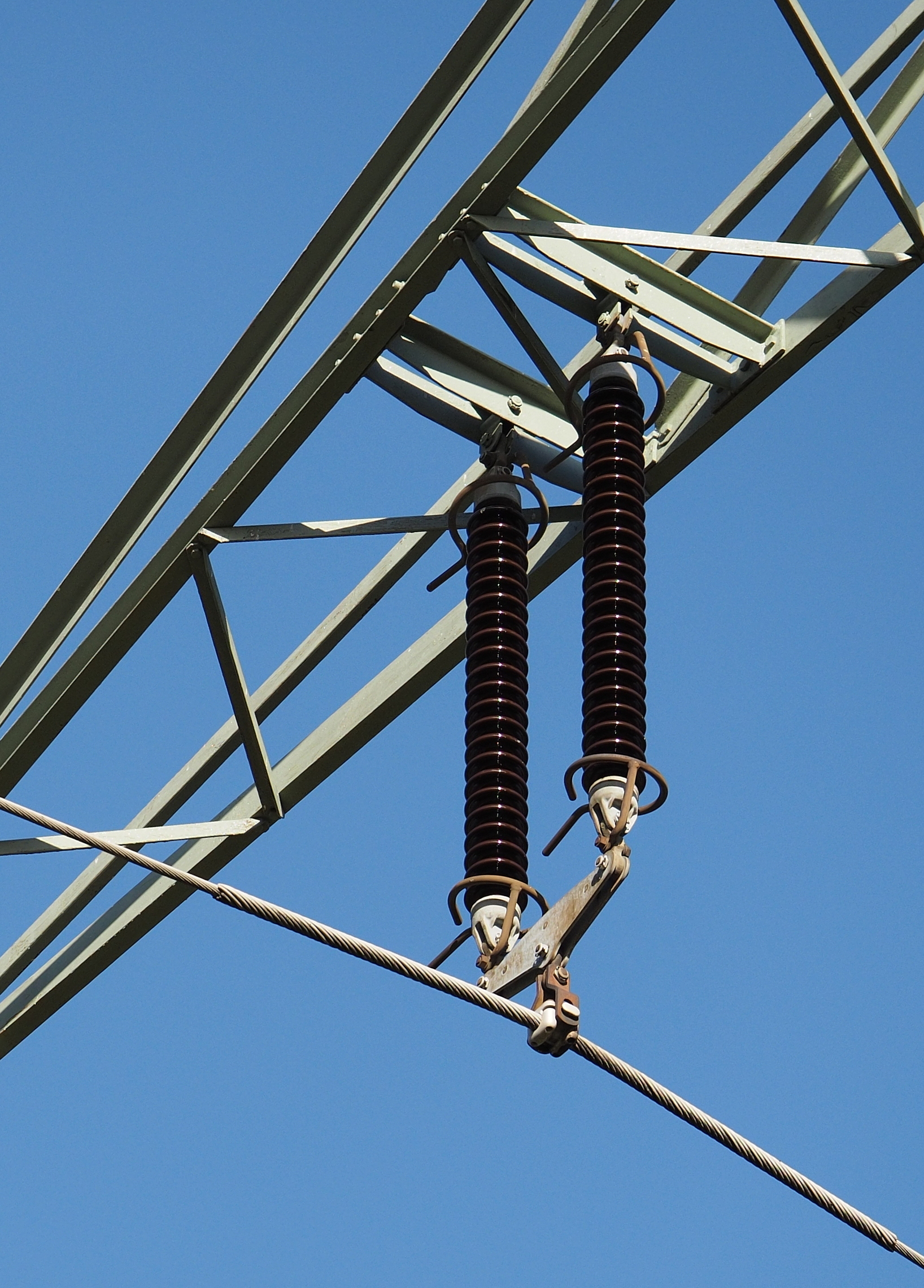
Zwei parallele „Langstab“-Isolatoren (schokoladenbraun) tragen ein spannungsführendes Leiterseil

Ein Isolator ist ein Bauteil der Elektrotechnik und der Energietechnik, mit dem blanke (also nicht selbst isolierte) elektrische Leiter befestigt, gehalten oder geführt werden, ohne dass es zu einem nennenswerten Stromfluss durch das Befestigungselement kommt. Isolatoren müssen eine hohe mechanische Belastbarkeit mit einer bedeutungslos geringen elektrischen Leitfähigkeit kombinieren und bestehen daher aus festen Isolierstoffen.
Isolatoren werden an Freileitungsmasten, großen Antennen oder in Umspannwerken eingesetzt. Spezielle Durchführungsisolatoren isolieren spannungsführende Leiter beim Eintritt in einen geschlossenen Raum gegenüber dessen Wandung, etwa bei Leistungstransformatoren, großen Kondensatoren oder Abschirm-Gehäusen. Auch der Porzellankörper von Zündkerzen ist funktionell ein Durchführungsisolator, da er die Hochspannung führende Zündelektrode isoliert durch den metallischen Zylinderkopf führt.
Elektrische Kabel besitzen eine Isolierung, eine elektrisch isolierende Umhüllung.

## Grundsätzliches

### Materialien

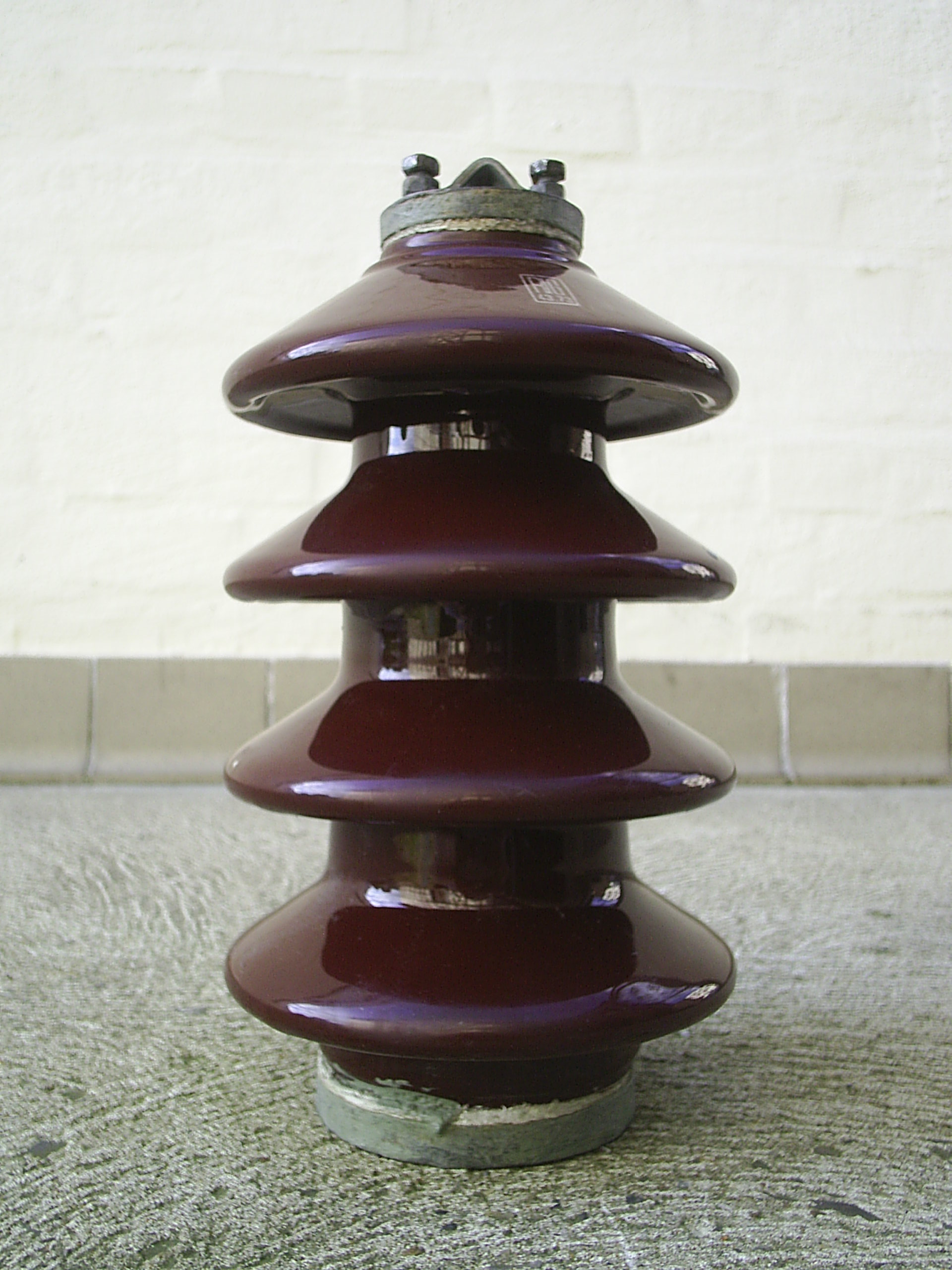
Porzellanisolator für Mittelspannung, etwa 15 cm hoch. Die gerippte Form verlängert den Kriechweg gegenüber einem „geraden“ Isolator deutlich, die Unterseite der „Schirme“ bleibt bei Regen trocken

Für die Fertigung von Isolatoren kommen nur Festkörper in Betracht, die Nichtleiter sind und einen möglichst hohen spezifischen Widerstand sowie eine hohe Durchschlagsfestigkeit haben.
Folgende Materialien werden eingesetzt (die Werte verstehen sich als Richtwerte und hängen von Temperatur und Frequenz ab):
| Material                                            | spezifischer Widerstand in Ω·cm   | Durchschlagsfestigkeit in kV/mm |
| --------------------------------------------------- | --------------------------------- | ------------------------------- |
| Aluminiumoxid                                       | 1014                              | > 20                            |
| Steatit                                             | 1013 (bei 20 °C) 107 (bei 600 °C) | 20                              |
| Porzellan (je nach Art)                             | 1011−1012                         | 20                              |
| Glas (je nach Art)                                  | 10 7−1016                         | 10–40                           |
| Glasfaserverstärkte Kunststoffe (je nach Fertigung) | 10−1014                           | 20–40                           |
| Epoxidharze (je nach Fertigung)                     | 1014                              | > 10                            |

Im Freien eingesetzte Isolatoren müssen darüber hinaus gegen Ultraviolettstrahlung sowie Witterungseinflüsse (Nässe, Temperaturschwankungen) dauerbeständig sein.
Die Befestigungsarmaturen an den Enden des eigentlichen Isolators bestehen meist aus Metallguss und werden mit einem hochfesten Zement angebracht.

### Maßnahmen gegen Kriechstrom
Isolatoren im Freien unterliegen ungünstigen Umwelteinflüssen wie Regen, Schnee oder Staub, in Meeresnähe auch Salz. Im Freien können sich infolgedessen auf der Oberfläche eines Isolators Schmutzstoffe anlagern, die mit der Zeit einen elektrisch leitfähigen Film bilden und dadurch die Isolierwirkung des Bauteils kompromittieren. An der Oberfläche des Isolators fließt dann ein Kriechstrom, der zwar meist nur einen unbedeutenden Übertragungsverlust bewirkt, in ungünstigen Fällen aber bei einer Gleitentladung, einem Überschlag oder einem Lichtbogen auch durch Kurzschluss oder Erdschluss den Ausfall oder gar eine Beschädigung der gesamten Leitung zur Folge haben kann.
Um Kriechströme trotz der kaum vermeidbaren Umwelteinflüsse möglichst klein zu halten, gestaltet man die Kriechwege möglichst lang, indem man den zentralen Strunk des Isolators, der die eigentliche Haltefunktion ausübt, zusätzlich mit glockenförmigen Schirmen oder Rippen ausstattet, die den Kriechstrom auf einen „gefalteten“ Zick-Zack-Weg zwingen, dessen Länge die Baulänge des Isolators um das Mehrfache übersteigen kann. Darauf basiert vor allem der Doppelglockenisolator, der von Josiah Latimer Clark 1856 in England zum Patent angemeldet und durch Franz von Chauvin für Preußen eingeführt wurde und prinzipiell in vielen freien Niederspannungsnetzen noch aktuell im Einsatz ist.
Darüber hinaus sorgen dachartig abgeschrägte Schirme bei vertikal hängenden Isolatoren an ihrer Unterseite auch bei Regen für trockene und damit weniger leitfähige Abschnitte im Kriechweg.

## Bauformen

### Knopf- / Glockenisolator

Schnittzeichnung eines Doppelglockenisolators
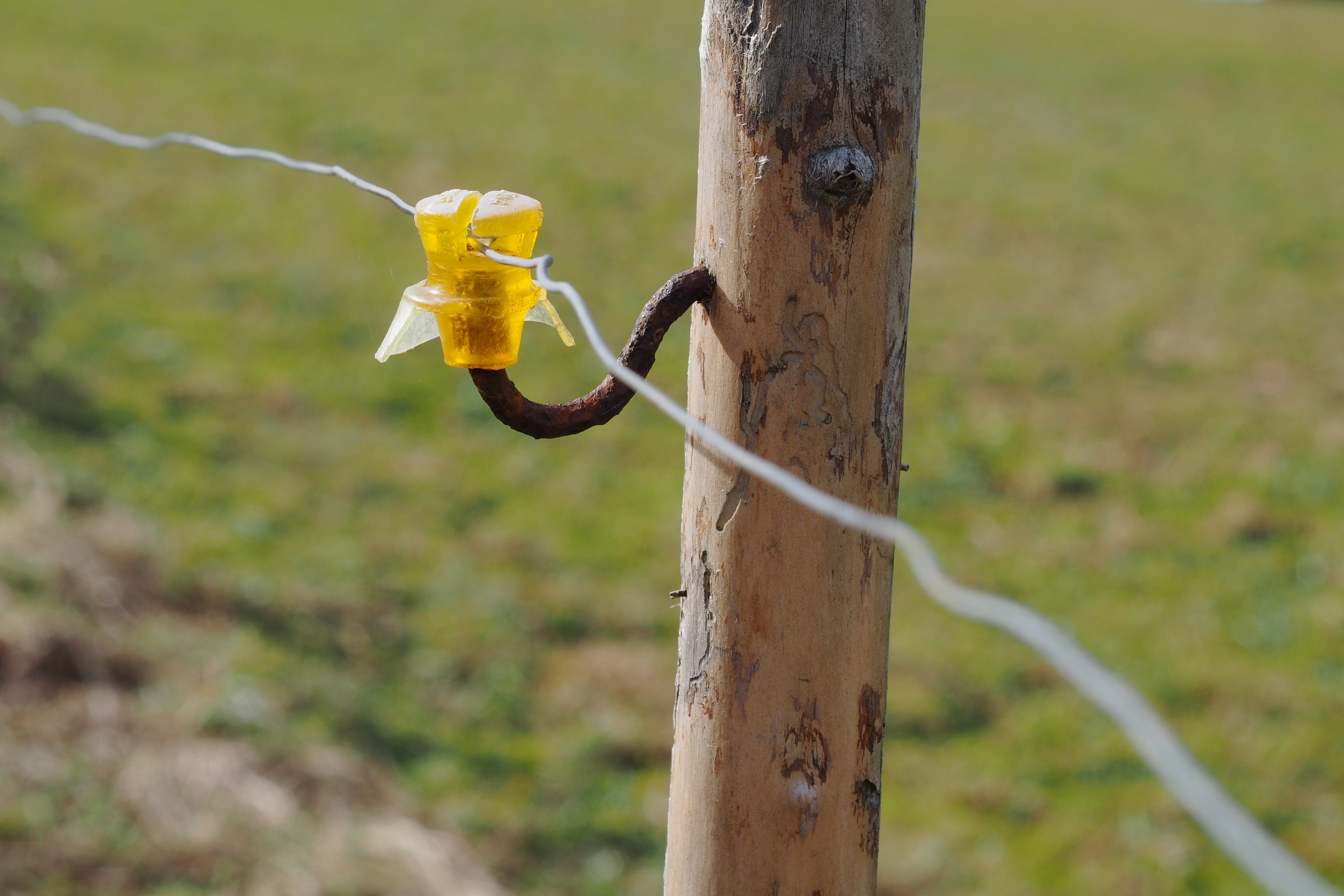
Glockenisolator eines Elektrozauns
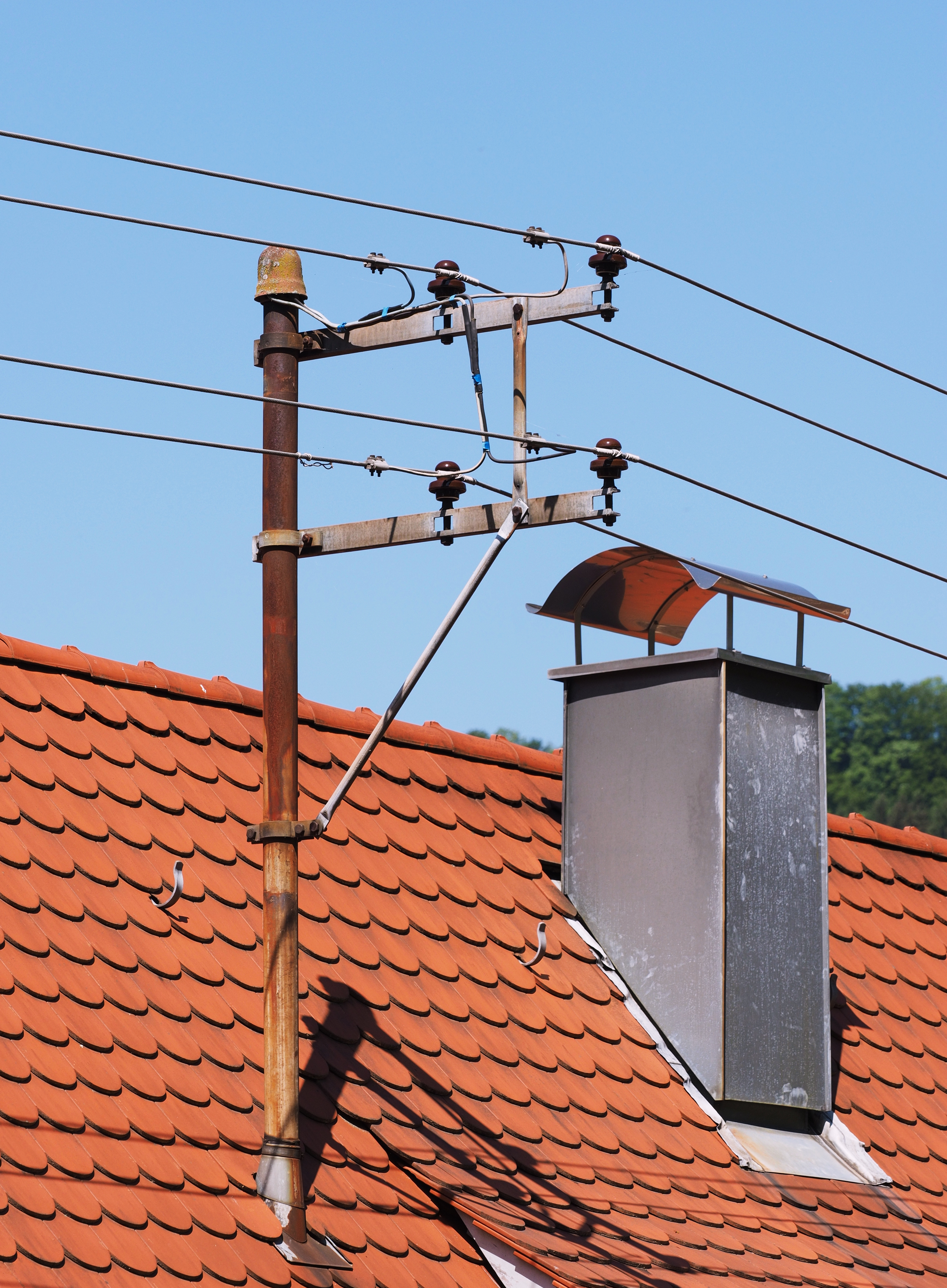
Dachständer für Niederspannung mit Glockenisolatoren

Glockenisolatoren werden in Größen von etwa 2 bis 20 cm aus unterschiedlichsten Werkstoffen hergestellt (Kunststoff, Keramik, Glas). Sie sitzen als isolierender „Hut“ am Ende eines Befestigungshakens. Eine glockenförmige Aushöhlung in der Unterseite verlängert den Kriechweg und kann als Doppelglocke auch mehrfach ausgeführt sein. Der spannungsführende Draht wird mit einer speziellen Drahtschlaufe seitlich am oberen Teil des Isolators in einer umlaufenden Rille befestigt. Ein Wulst unterhalb dieser Rille, der Rillenteller, kann dabei das Gewicht der Leitung tragen.
Knopfisolatoren sind besonders kleine Ausführungen ohne ausgeprägte Glockenform an der Unterseite und kurzem Kriechweg. 

### Langstabisolator

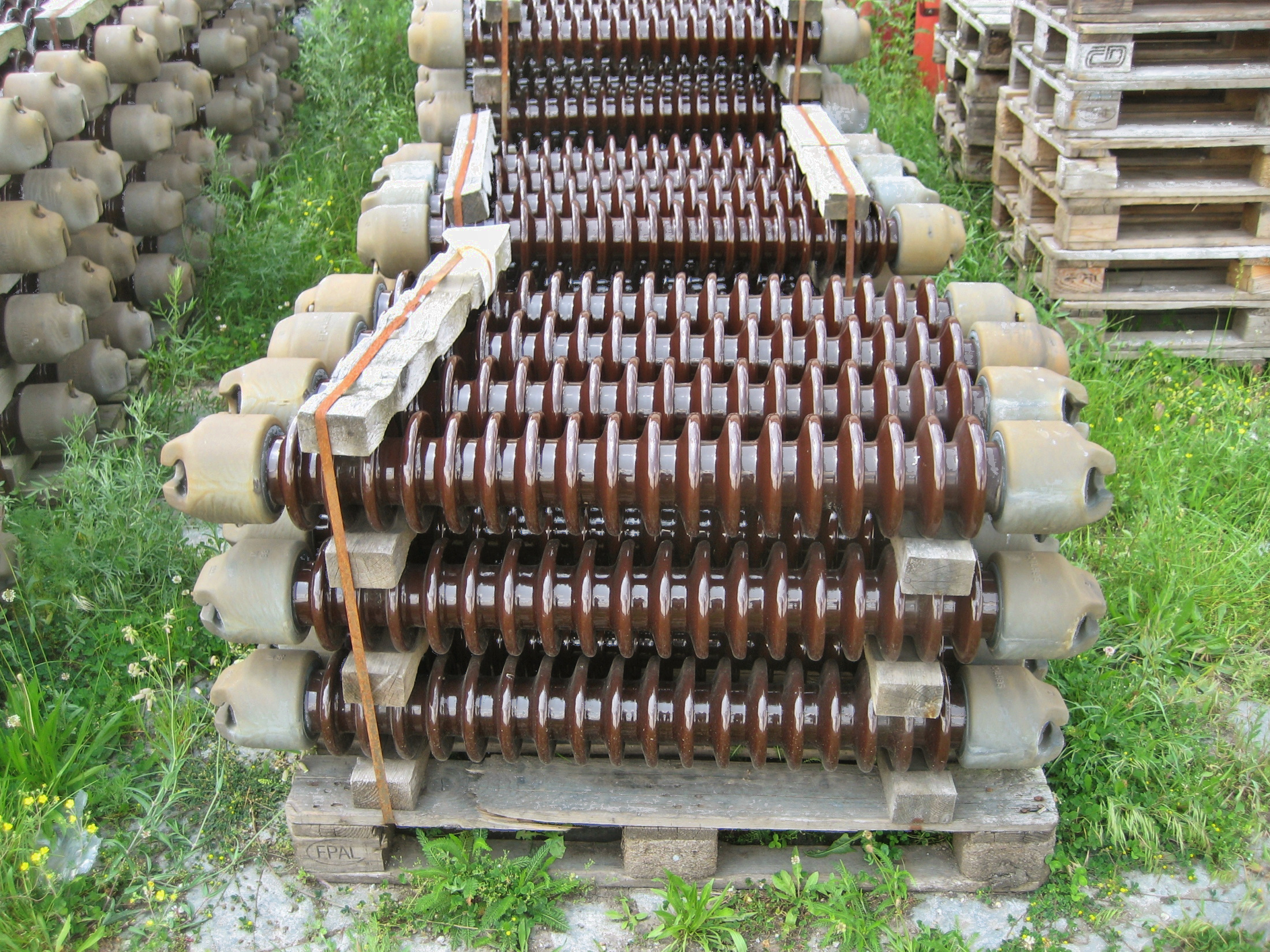
Einbaufertige Langstabisolatoren für Hoch- und Höchstspannung
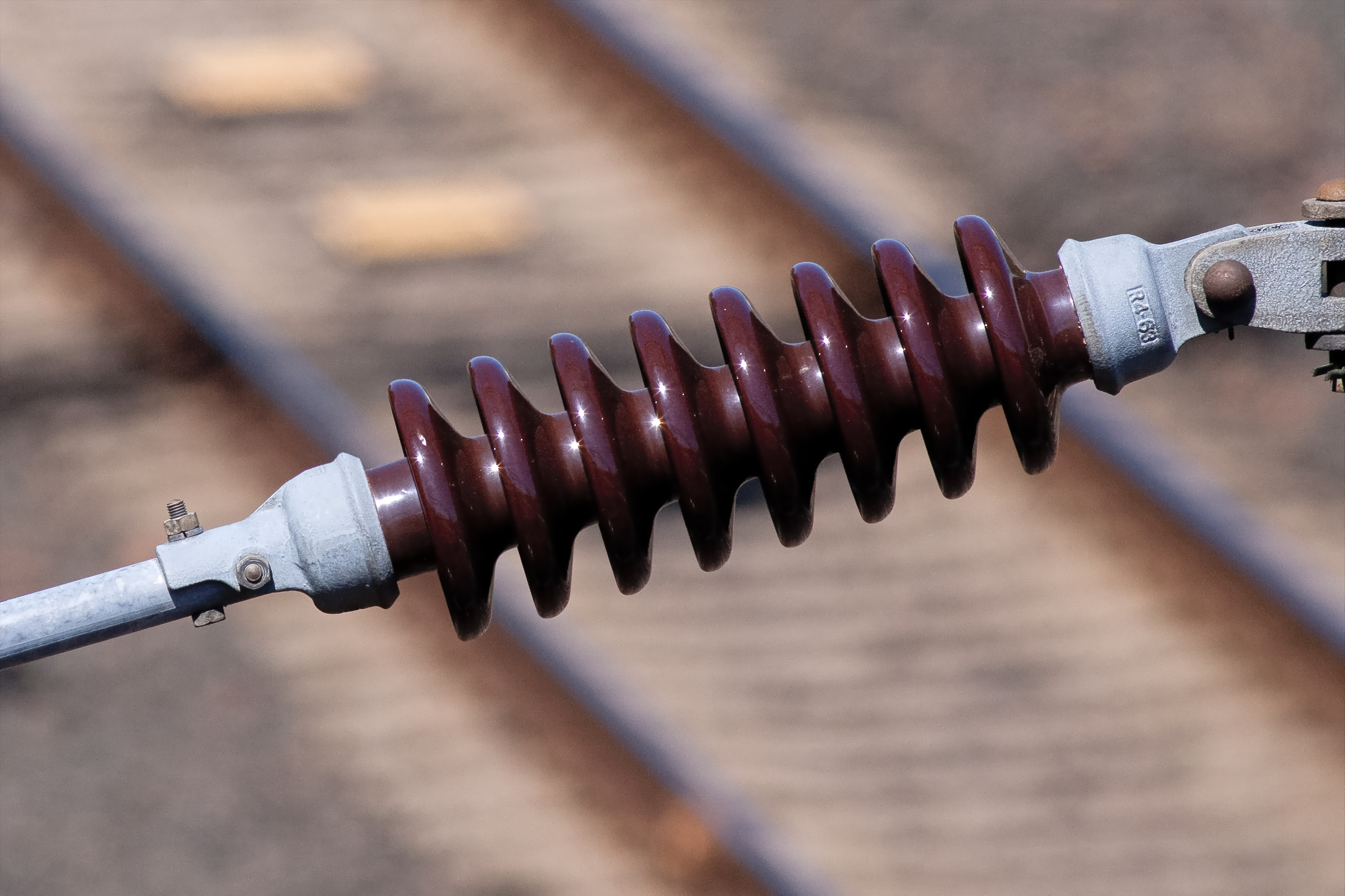
Langstabisolator einer Bahn-Oberleitung
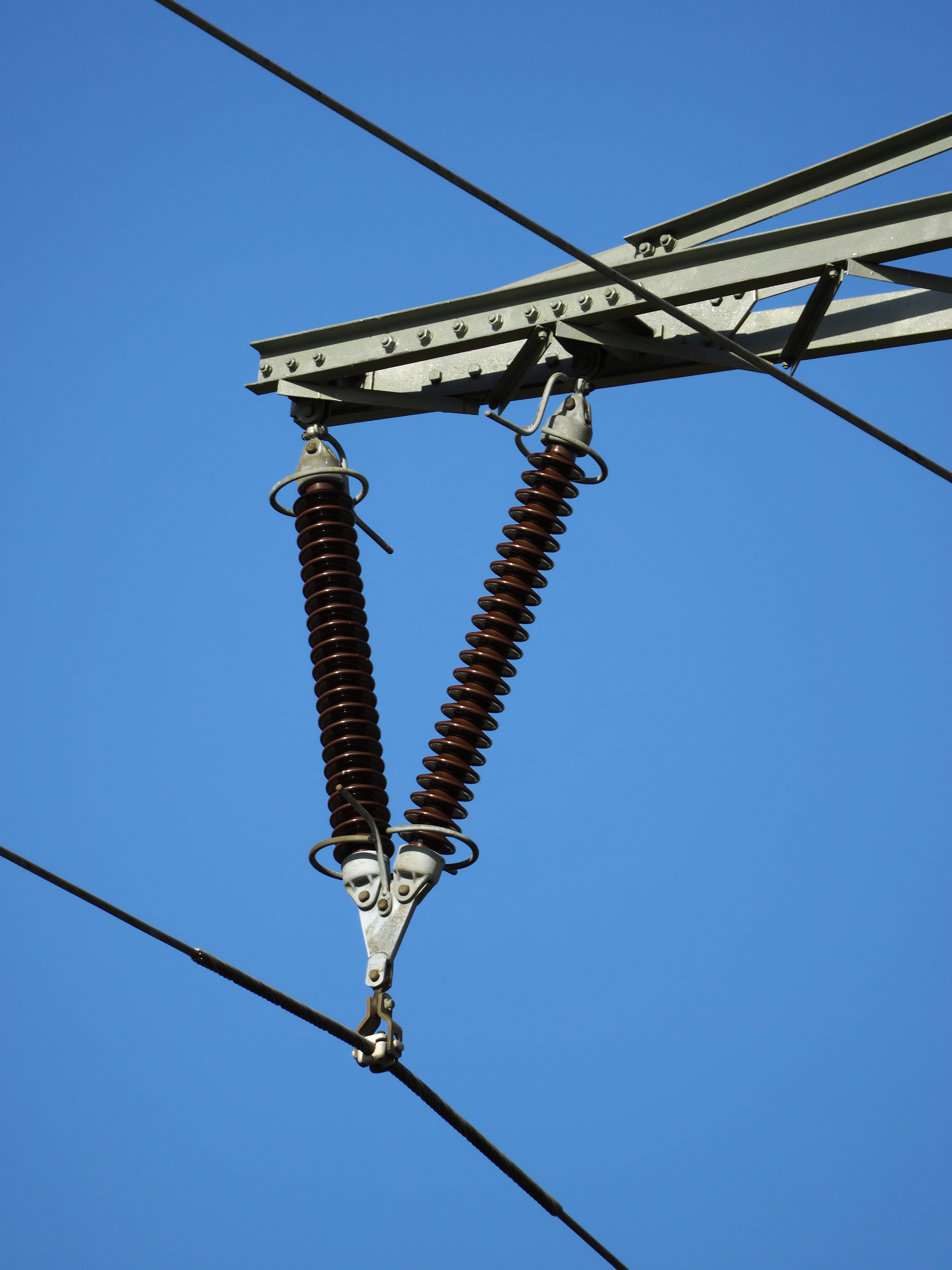
V-förmig montierte Langstabisolatoren verhindern seitliche Auslenkung des Leiterseils

Langstabisolatoren werden als längliches starres Einzelteil aus einem keramischen Werkstoff in Längen bis zu 2 Meter hergestellt. Die Isolierkörper werden auf speziellen Drehmaschinen einzeln gefertigt und anschließend glasiert und gebrannt.
Langstabisolatoren weisen lange Kriechwege auf und sind in hohem Maße durchschlagsicher, da der kürzeste Weg durch das Material, den ein Spannungsdurchschlag nehmen könnte, der Baulänge entspricht und vollständig durch Isolierstoff führt. Daher werden sie an Hochspannungs-Freileitungen sehr verbreitet eingesetzt.

### Silikonisolator

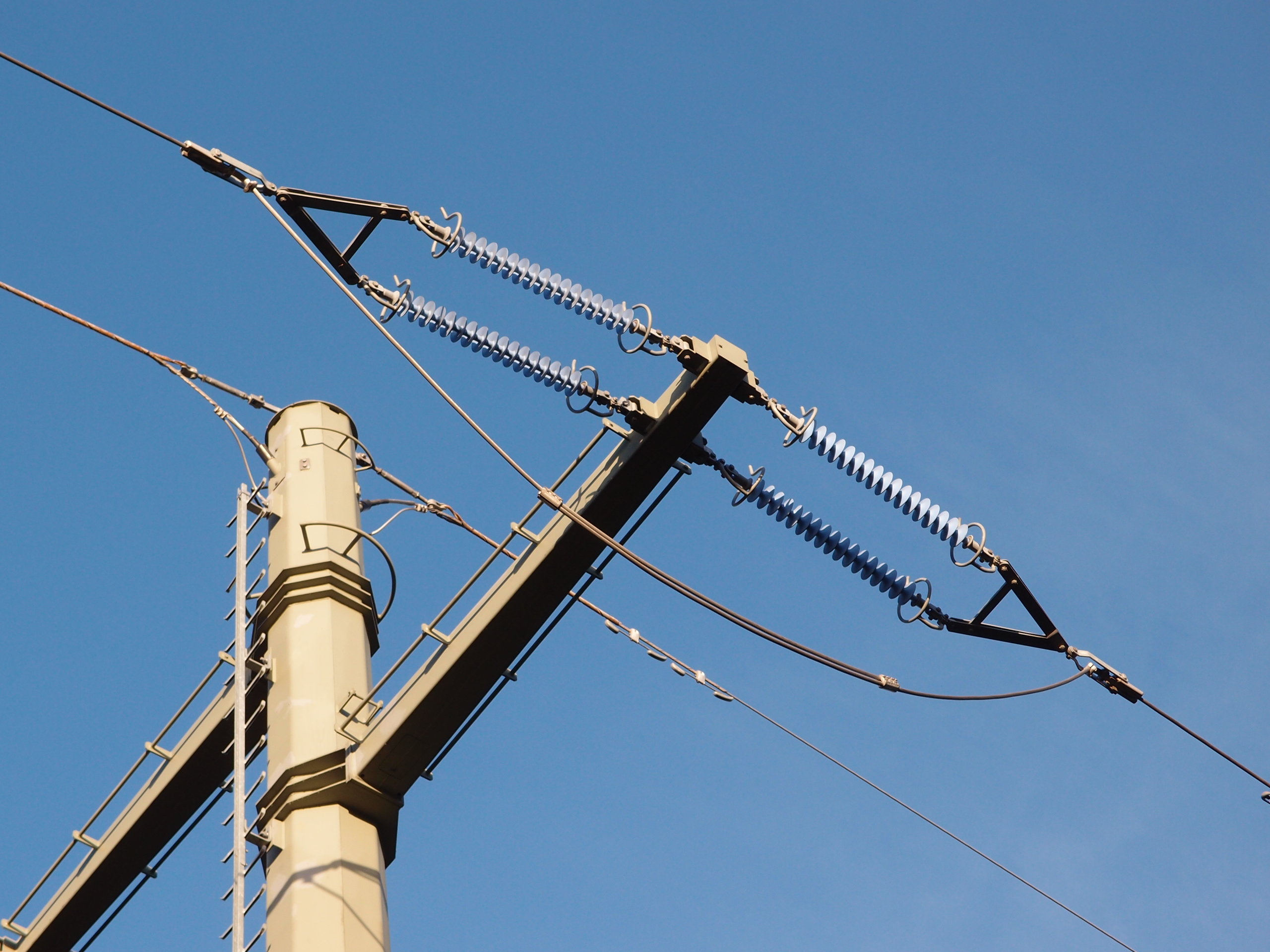
110-kV-Leitung mit Silikonisolatoren
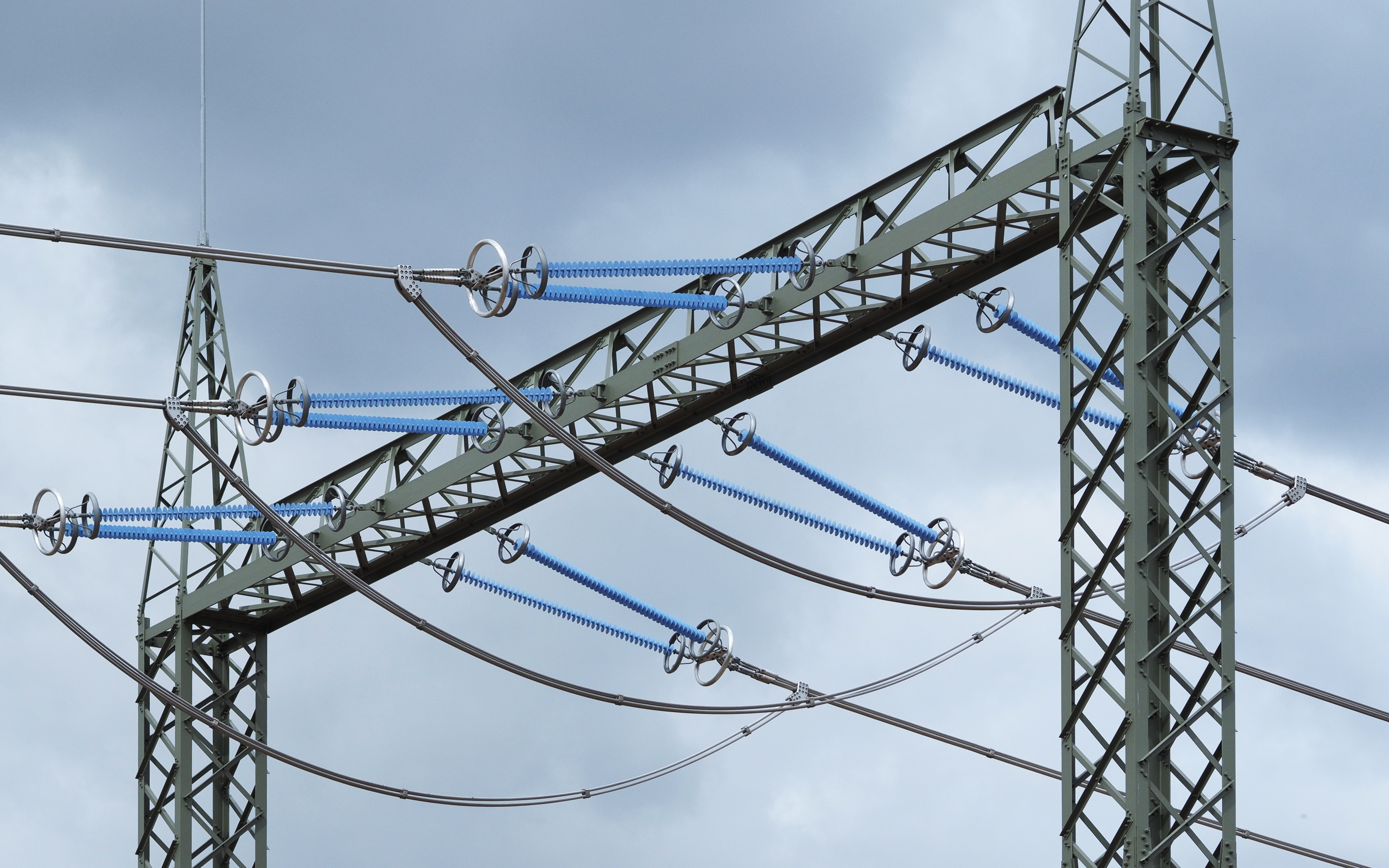
Silikonisolatoren an einem Abspannportal

Silikonisolatoren (genauer: Silikon-Verbund-Isolatoren) sind vom prinzipiellen Aufbau her ebenfalls Langstabisolatoren, werden aber anders gefertigt und haben andere Eigenschaften. Den zentralen Strunk bildet hier ein Stab aus hochfestem glasfaserverstärktem Kunststoff, die Schirme aus Silikon werden entweder einzeln aufgeklebt oder als vollständige Umhüllung des Strunks im Spritzgussverfahren aufgebracht.
Im Vergleich zu Glas- oder Keramikisolatoren verschmutzen sie weniger, da Silikone eine hydrophobe Oberfläche aufweisen und diesen Effekt auf eine eventuelle Verschmutzungsschicht übertragen können, und so haben sie bessere Isolationseigenschaften bei Regen und vor allem bei Betauung. Daher erreichen sie die geforderte Isolierwirkung schon bei kürzerer Baulänge und geringerer Kriechwegverlängerung und sind leichter. Im Vergleich zu klassischen Keramik-Langstabisolatoren zeigen sie wegen der geringeren benötigten Materialstärke ein „filigranes“ Erscheinungsbild, die Schirme sind meist blassblau eingefärbt. Ein weiterer Vorteil ist die längere zu erwartende Lebensdauer.

### Kappenisolator

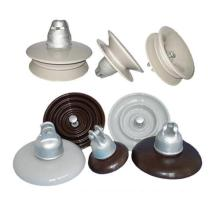
Kappenisolator-Elemente
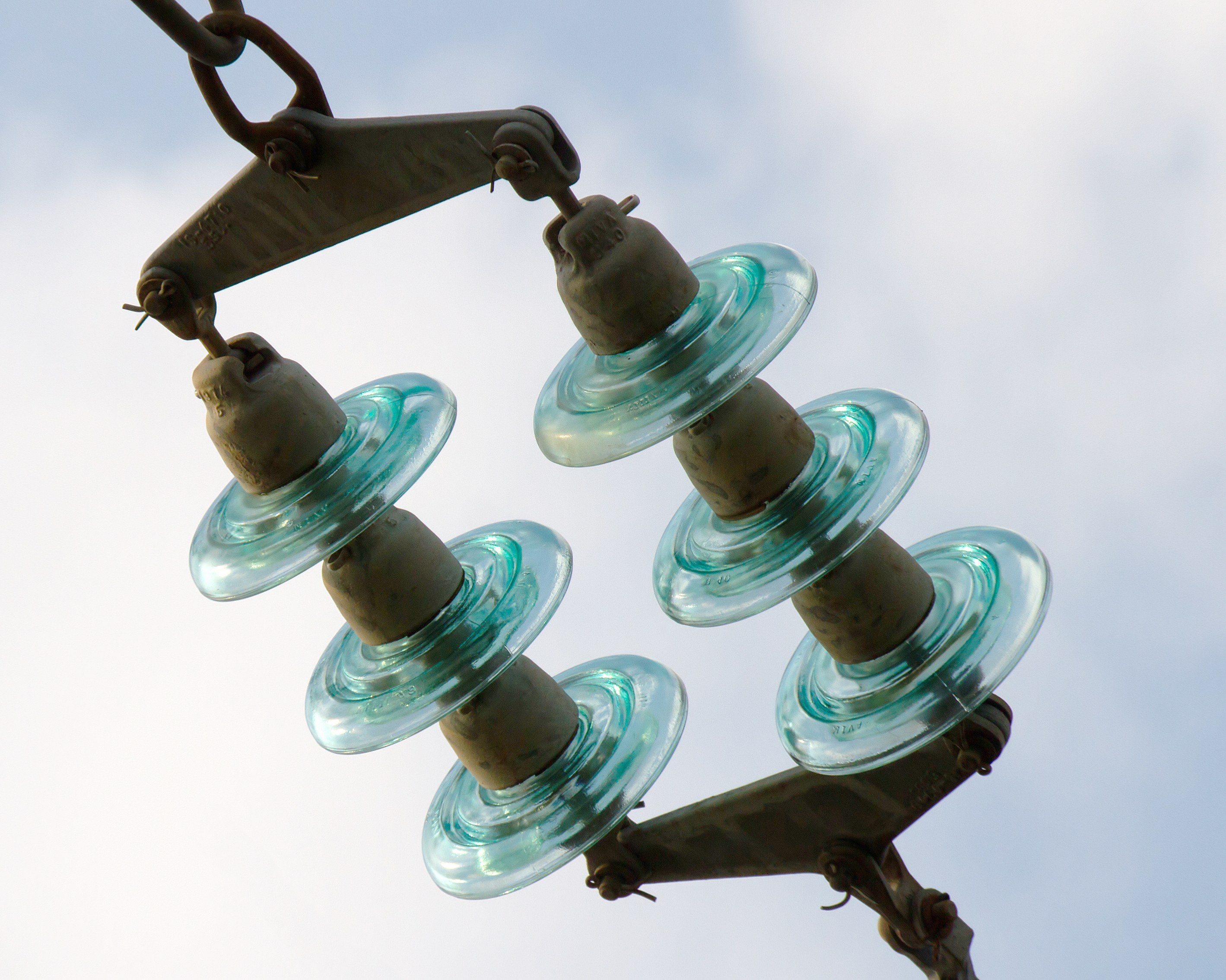
Kappenisolatorketten für Mittelspannung
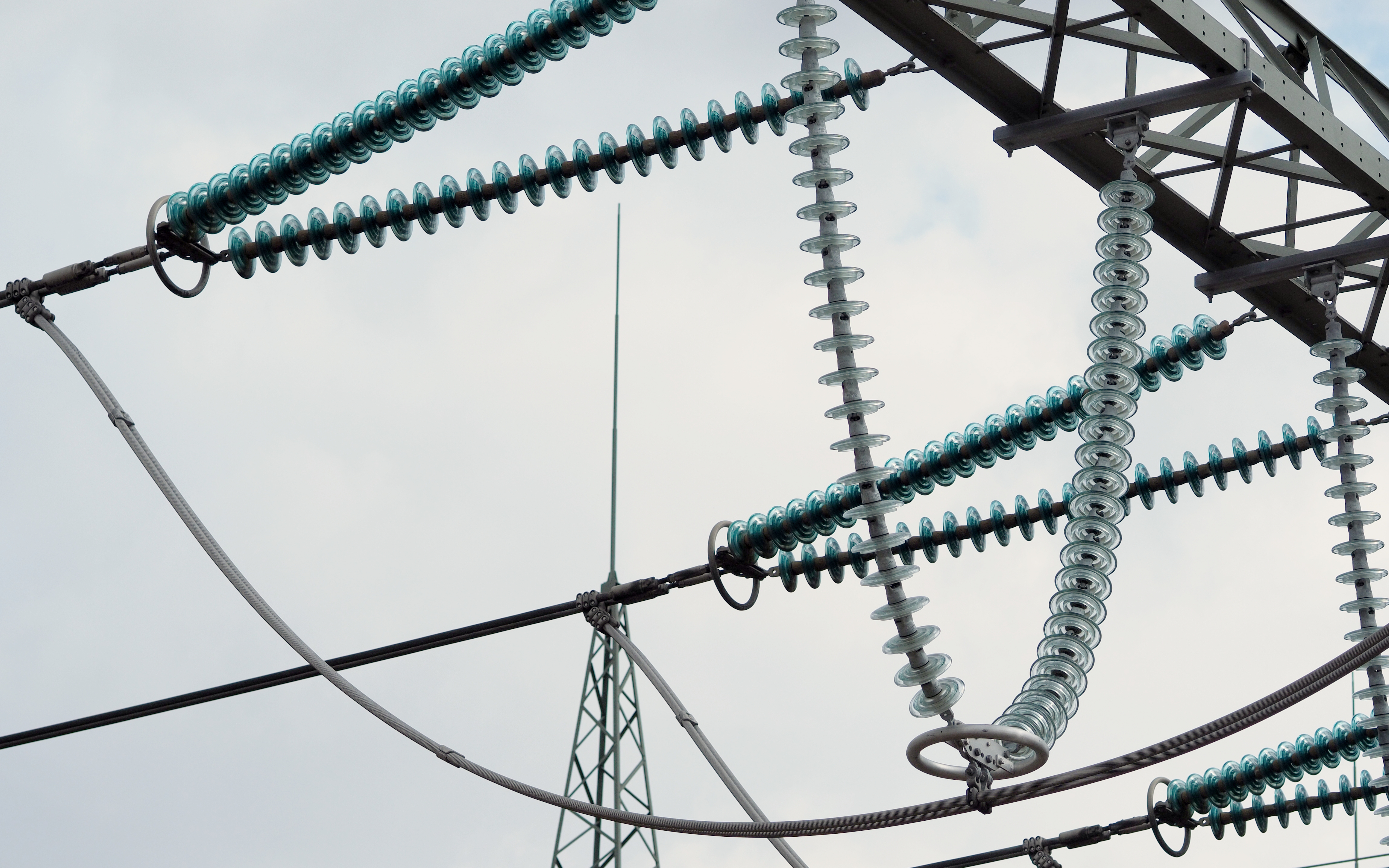
Kappenisolatorketten einer 380-kV-Leitung in einem Umspannwerk

Kappenisolatoren bestehen aus anreihbaren Elementen, die jeweils einen kappen- oder glockenförmigen Isolierkörper aus Glas oder Keramik besitzen, an dessen Ober- und Unterseite Metallarmaturen angebracht sind. Diese Elemente lassen sich in beliebiger Stückzahl ineinanderhängen, so dass daraus Isolatoren jeder Länge für alle Nennspannungen und Anwendungen zusammengestellt werden können. Für Mittelspannung reichen zwei bis drei Elemente aus, für Höchstspannungen werden Ketten von mehreren Metern Länge aus tellergroßen Kappen erstellt. Da die Elemente ineinander beweglich gelagert sind, bilden sie biegsame Isolatoren, die gegen Seitenkräfte weniger empfindlich sind als Langstabisolatoren. 
Nachteilig wirken sich allerdings die metallischen Verbindungsarmaturen innerhalb der Kette aus, da sie die Durchschlagsicherheit herabsetzen. Daher können Kappenisolatoren von Überspannungen (beispielsweise bei Blitzschlag ins Leiterseil) durchschlagen und mechanisch beschädigt werden und werden bei Neu- und Umbauten von Leitungsmasten oft durch andere Bauformen ersetzt. An Abspannportalen werden Kappenisolatoren wegen ihrer flexiblen Anpassbarkeit weiterhin verwendet.
Eine Sonderform ist der Vollkernisolator, bei dem zwei Kappen zu einem starren keramischen Element mit höherer Durchschlagfestigkeit zusammengefasst sind.

### Druckkörper

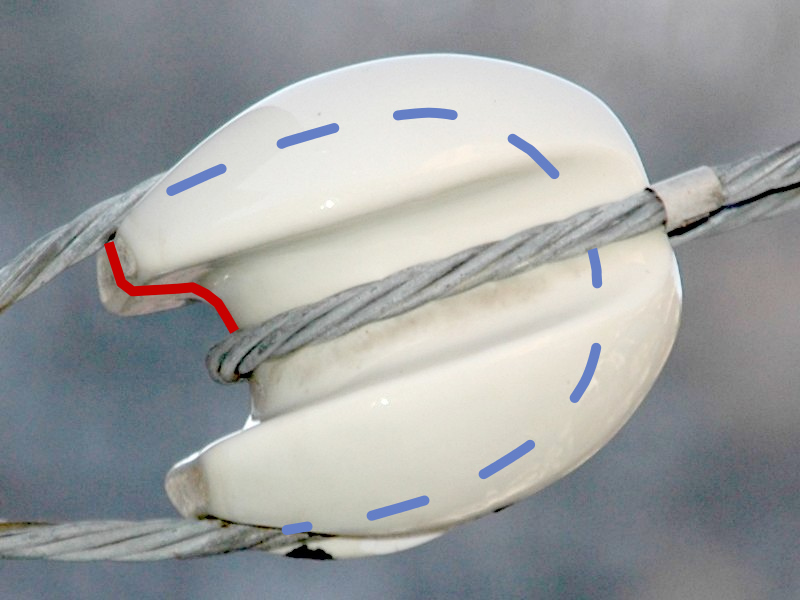
Beim Isolier-Ei greifen die Schlaufen (blau) ineinander, der Keramikkörper wird nur auf Druck belastet. Der Kriechweg (rot) ist jedoch sehr kurz.
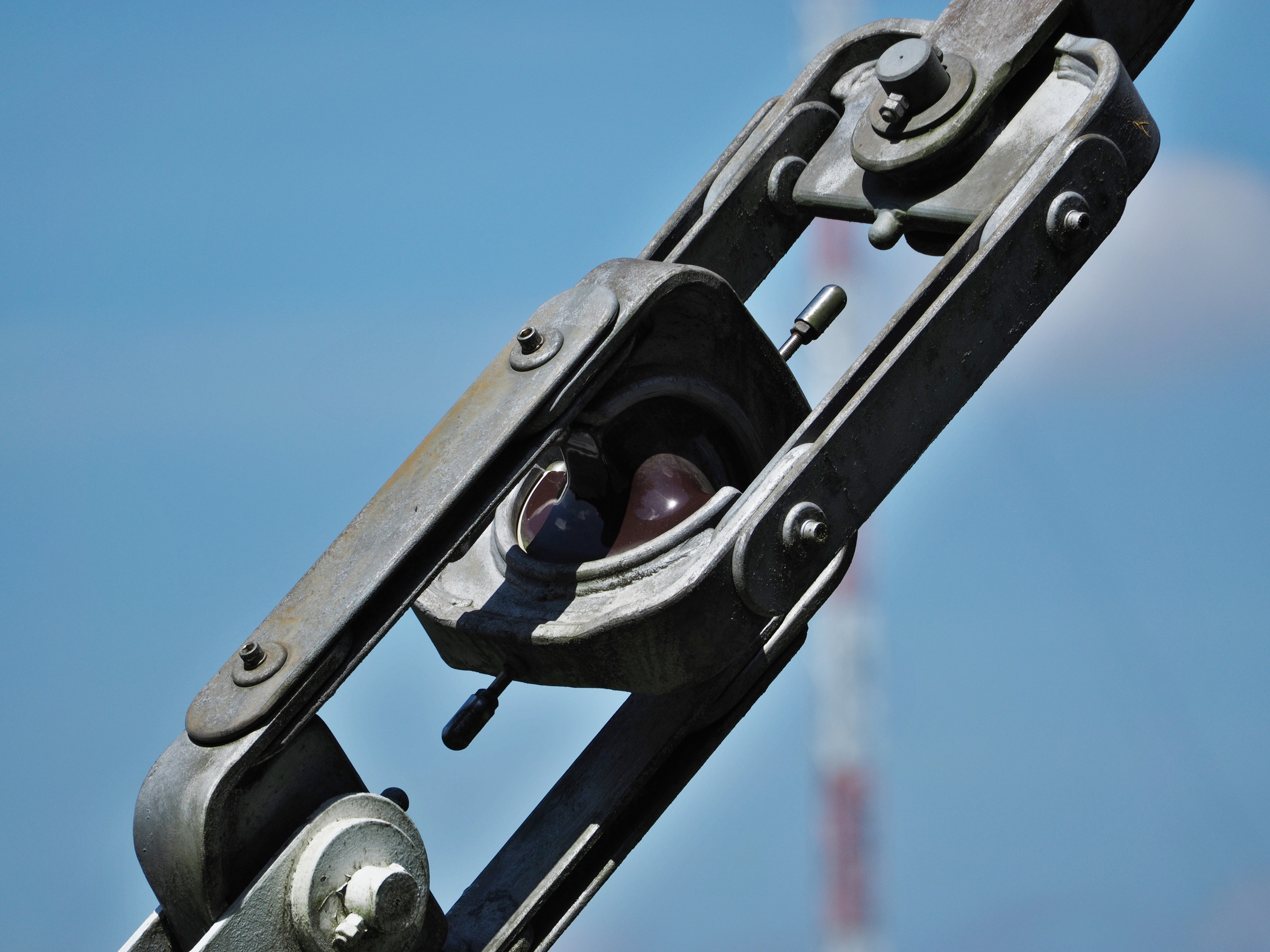
Pardunenisolator eines Sendemasts. Der Isolierkörper sitzt auf geschmierten Gleitflächen zwischen den Stahlbandjochen.

Eine einfache Isolatorenausführung ist das Isolier-Ei, das aus einem Keramikkörper zwischen zwei Drahtschlingen besteht. Es erfährt aufgrund der Konstruktion und Seillage ausschließlich Druckspannungen, die von Keramik besonders gut ertragen werden.
Da die Isolationsfähigkeit von Isoliereiern infolge der kurzen Kriechwege gering ist, kommen sie nur für den Niederspannungsbereich oder für elektrische Weidezäune, bei denen geringfügige Verluste nicht ins Gewicht fallen, in Betracht. Zur Erhöhung der Isolationsspannung kann man mehrere Eier mit kurzen Drahtstücken hintereinander setzen.
Dem gleichen Prinzip folgt der Pardunenisolator, mit dem die Pardunen unter Spannung stehender Sendemasten gegen Erde isoliert werden. Da Pardunen sehr hohe Zugkräfte aufnehmen müssen, ist der Isolator so konstruiert, dass er nur auf Druck belastet wird.

### Armaturen
Die Leiterseile werden am Isolator mit besonderen Klemmen befestigt, deren Bauart vom Anwendungszweck abhängt: Bei Tragmasten muss nur das Gewicht des Leiterseil-Abschnitts getragen werden, während bei Abspannmasten die deutlich höhere Seilzugkraft von einer speziellen Abspannklemme aufgenommen werden muss.
Isolatoren zur Befestigung von Oberleitungen (Fahrleitungen) unterscheiden sich nicht grundlegend von denen für Freileitungen, müssen aber für die besonderen mechanischen Belastungen der Oberleitung ausgelegt sein. Isolatoren für Stromschienen müssen die schwere Stromschiene tragen. Häufig dient auch eine vorhandene Schutzabdeckung als Isolation zur isolierten Befestigung wie bei der Berliner S-Bahn.
Hochspannungsisolatoren sind oft mit einer Funkenstrecke als Überspannungsableiter ausgerüstet, um bei Überspannung (Blitzschlag) den energiereichen Lichtbogen vom Isolator fernzuhalten und ihn durch geeignete Gestaltung zum Verlöschen zu bringen.

## Anwendungen

### Freileitungen

#### Niederspannung (unter 1kV)

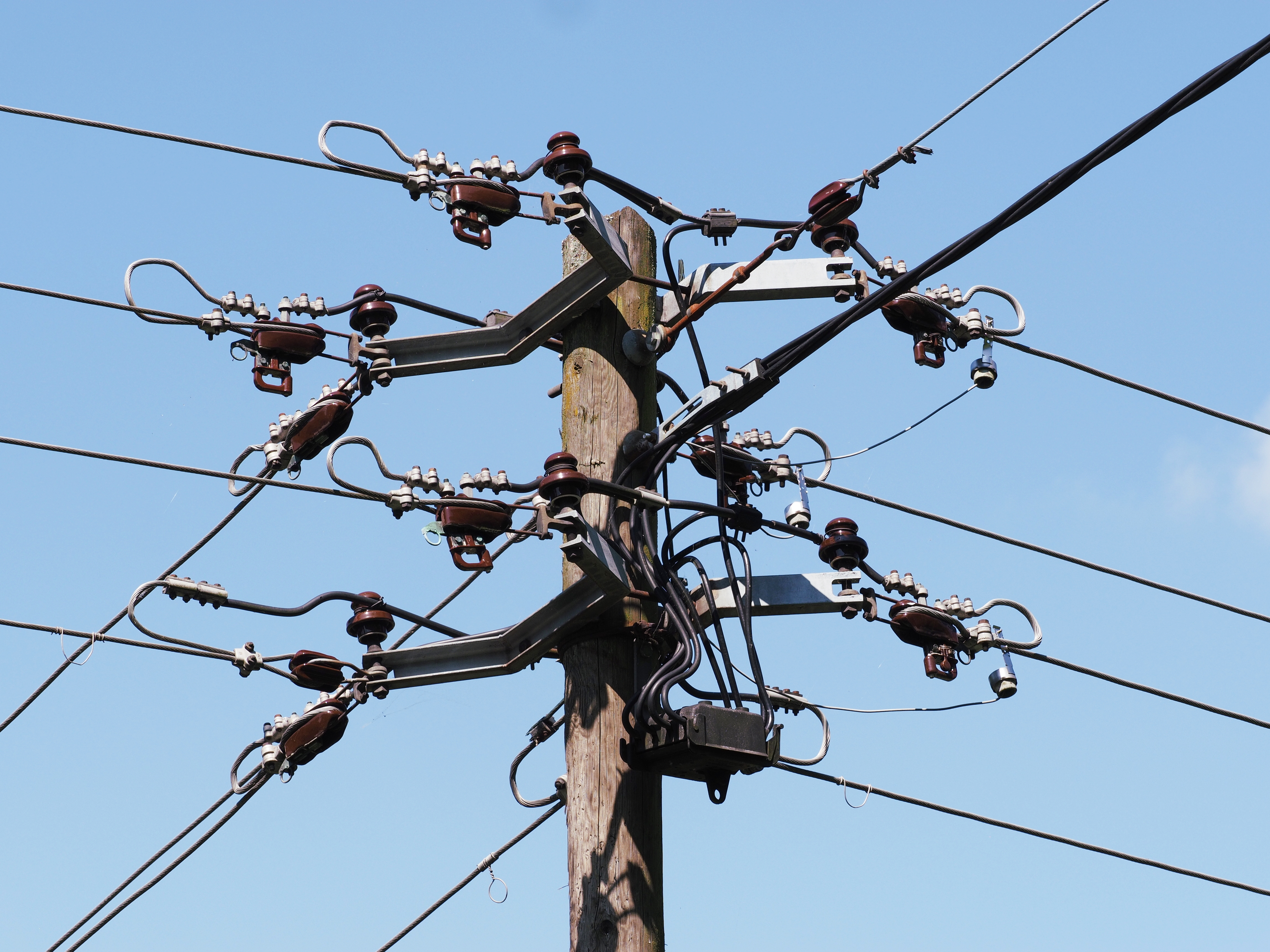
Niederspannungsverteilung mit Glockenisolatoren

Als Isolatoren für früher übliche Fernsprechfreileitungen und Niederspannungs-Freileitungen bis 1 kV Nennspannung werden meist Glocken- oder Schäkelisolatoren verwendet, an denen das Leiterseil mit einer speziellen Schlinge befestigt wird. Sie sind stehend auf Metallhaken gekittet oder gehanft, das heißt, mit einer Hanfeinlage aufgeschraubt, mit denen sie an Masten oder Wände montiert sind.
Auch werden in diesem Bereich bei Abspann- oder Antennenseilen keramische Isolier-Eier verwendet. 

#### Mittelspannung (1kV bis 30kV)

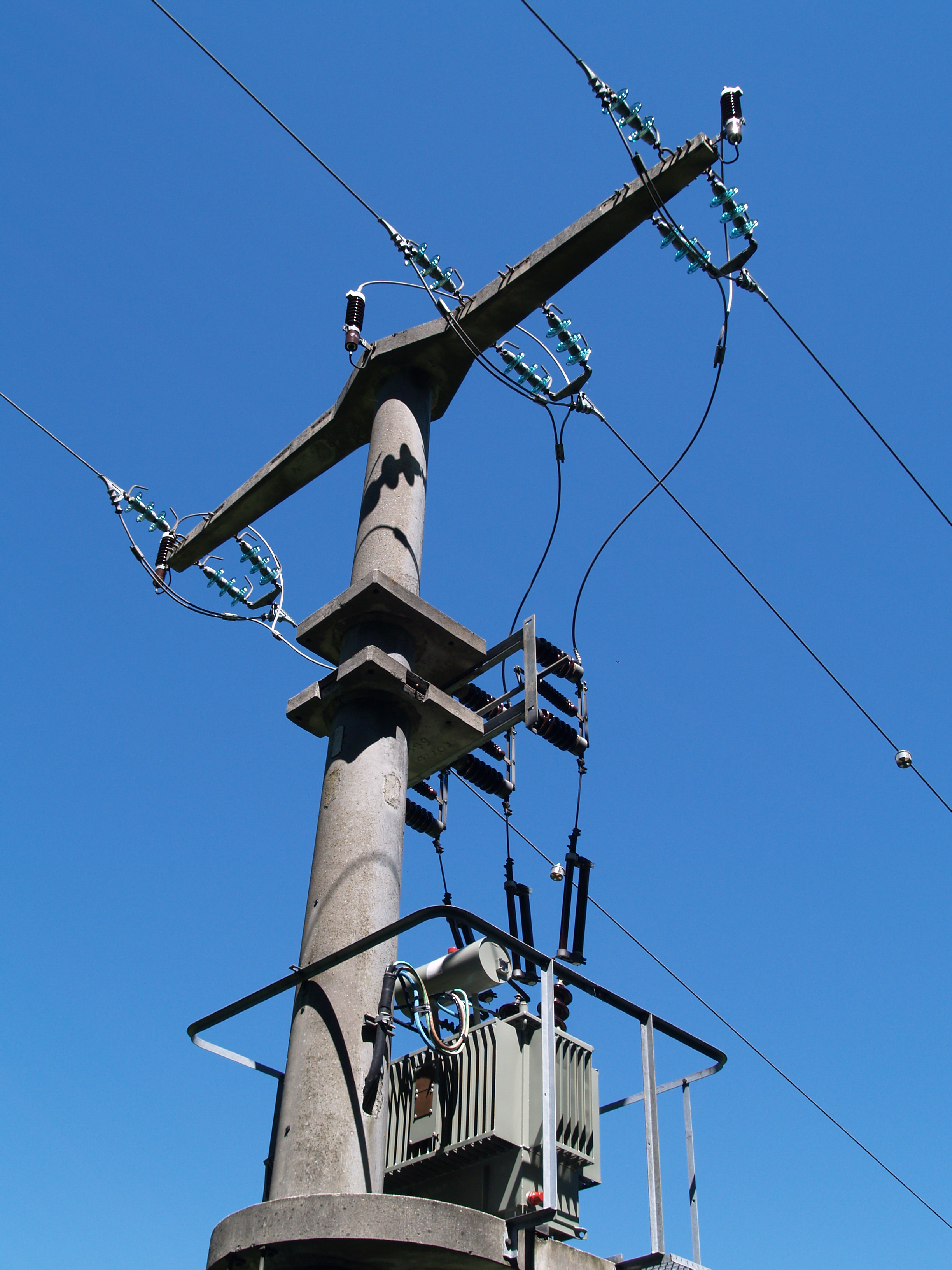
Mittelspannungsleitung (20 kV) mit Schalter und Transformator

Für Mittelspannung werden meist gerippte Isolatoren aus Glas oder Keramik verwendet, die entweder auf den Traversen der Masten stehen als auch darunter hängen können. Stehende Isolatoren ermöglichen geringere Masthöhen und bieten konstruktionsbedingt mehr Sicherheit vor dem Herabfallen des Leiterseils (beim Isolatorbruch fällt es auf die Traverse). Hängende Isolatoren können Querkräften (etwa durch Seitenwind) durch seitliche Auslenkung ausweichen und werden somit weniger auf Biegung beansprucht. Zudem stellen die spannungsführenden Leiterseile bei hängender Anordnung keine so große Gefahr für Vögel dar, die auf der Traverse landen.
Isolatoren für Mittelspannung werden im Freiluftbereich auch aus cycloaliphatischem Gießharz (siehe auch: Epoxidharz) produziert und eingesetzt. Insbesondere bei Masttrennschaltern kommen diese Isolatoren im Bereich 12 kV, 24 kV oder 36 kV zum Einsatz. Sie unterscheiden sich in ihrer Bauhöhe (entscheidend für Schlagweite), der Kriechweglänge und ihren mechanischen Festigkeiten.
Im Innenbereich (beispielsweise Mittelspannungs-Schaltanlagen) kommen ebenfalls Isolatoren aus Gießharz/Epoxidharz in unterschiedlichen Bauformen zur Anwendung. Das Gießharz für die Innenanwendung basiert im Gegensatz zu den UV- und wetterbeständigen cycloaliphatischen Gießharzen auf Bisphenol-A. Gießharz-/Epoxidharz-Isolatoren können gegenüber Keramik-Isolatoren nahezu beliebige Formen haben und bereits Leiter oder Bauteile wie Strom- oder Spannungswandler enthalten. Es können neben einfacheren Rippenstützern auch Durchführungen gegossen werden oder beispielsweise Sicherungsgehäuse. Im Fachjargon werden solche Isolationsbauteile Mittelspannungs-Durchführungen, Einfahrtulpen, Einfahrblöcke, Sicherungskammern oder Polgehäuse genannt. Diese speziellen Produkte haben für eine funktionierende elektrische Isolation im Spannungsbereich zwischen 12 kV und 40,5 kV einen sehr großen qualitativen Einfluss, insbesondere hinsichtlich eines niedrigen Teilentladungs-Pegels (TE).
Gießharze / Epoxidharze im Mittelspannungsbereich sind zumeist mit Quarzmehl gefüllte 2-Komponenten-Harze, die unter Vakuum gerührt und aufbereitet werden, da für Teilentladungsfreiheit Körper ohne Hohlräume/Blasen erforderlich sind.

#### Hoch- und Höchstspannung

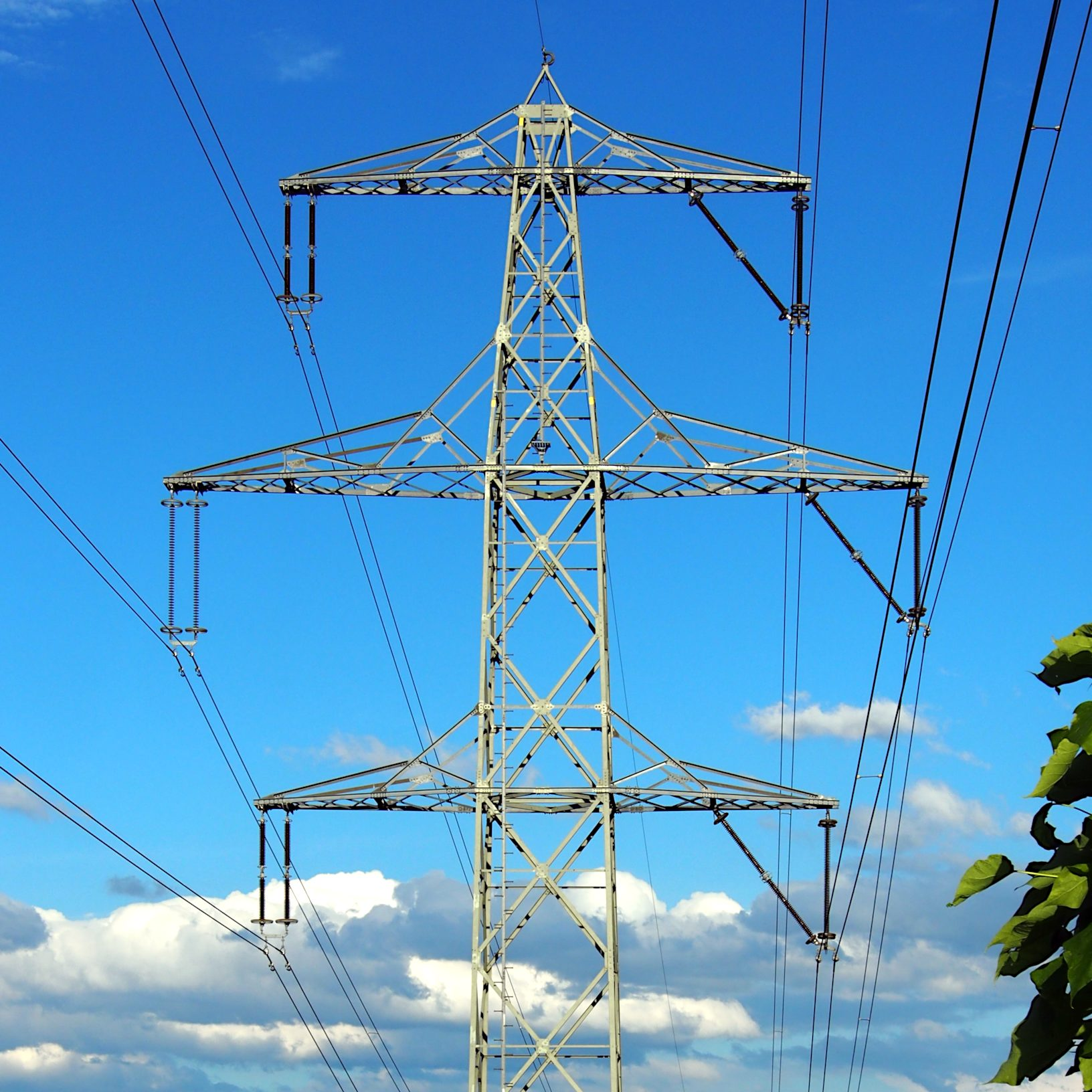
Verschiedene Arten und Anordnungen von Isolatoren an der Nord-Süd-Leitung
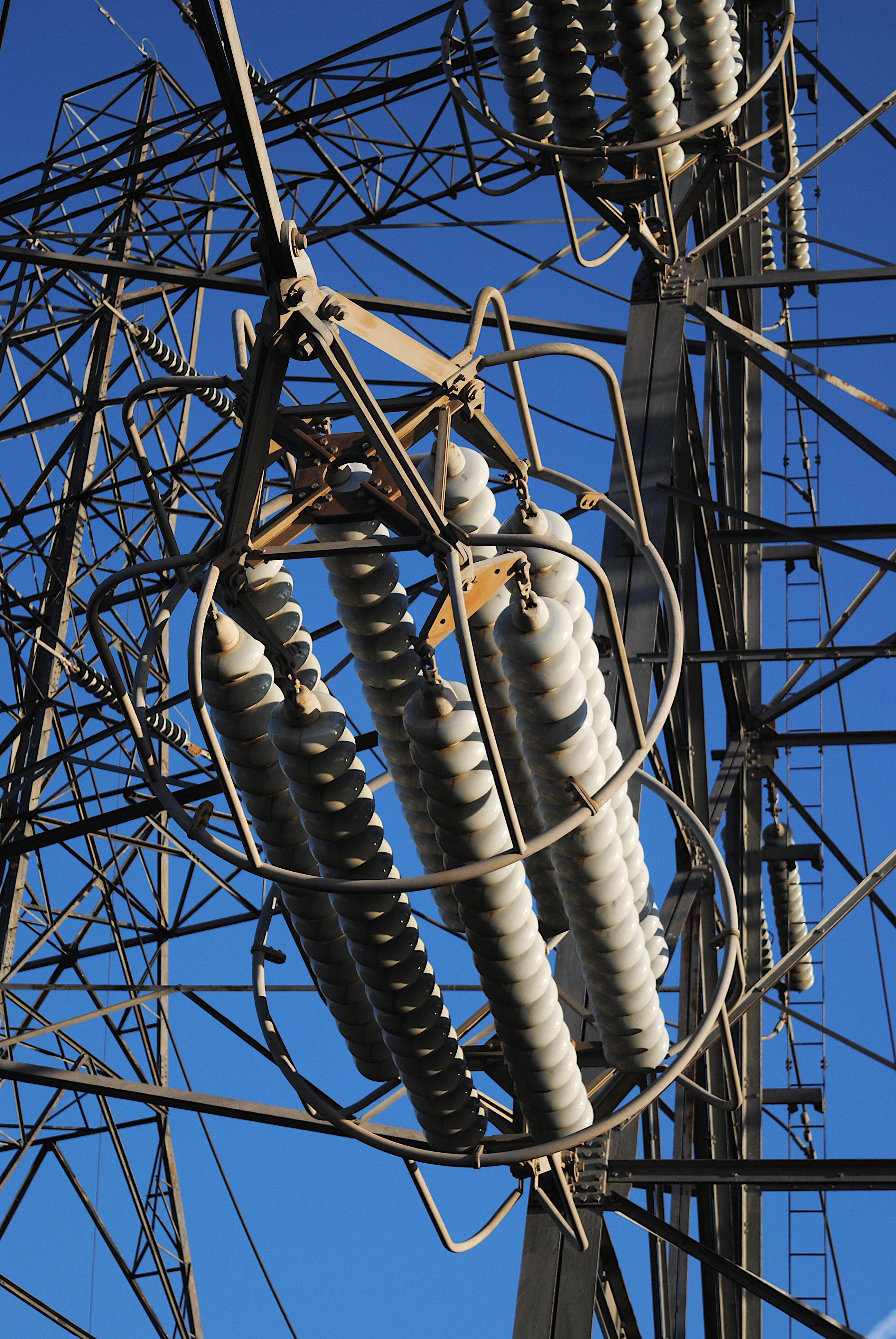
Ein Achtfach-Isolator zur Aufnahme hoher Zugkräfte einer Freileitungskreuzung

Isolatoren für Hochspannung (60 kV bis 150 kV) werden nur hängend mit Langstab- oder Kappenisolatoren ausgeführt. Die Technik der Befestigung der Leiterseile unterscheidet sich nicht von der im Mittelspannungsbereich angewandten. Aus Festigkeitsgründen werden häufig zwei parallele Einzelisolatoren zum Doppelisolator angeordnet. Für Bahnstromleitungen werden die gleichen Typen wie für Drehstromleitungen verwendet.
Isolatoren für Höchstspannungen (> 150 kV) werden häufig als Ketten aus zwei oder mehreren Langstabisolatoren für Hochspannung hergestellt (Isolatorkette). In Deutschland werden für 380-kV-Leitungen grundsätzlich 2 parallele Isolatoren verwendet. Für sehr hohe statische Anforderungen können auch drei oder vier parallele Langstabisolatoren oder Isolatorketten verwendet werden.
Isolatoren für die Hochspannungs-Gleichstrom-Übertragung unterscheiden sich prinzipiell nicht von den für Wechselspannung verwendeten Typen. Ihre Beanspruchung bei gleicher Spannung ist einerseits geringer, da die Vorentladungen (z. B. bei feuchtem Wetter) geringer sind. Andererseits ist die Spannungsaufteilung entlang der Isolatoren potentiell inhomogener, was definierte, homogene Isolations-Widerstandswerte erfordert.

### Antennen

#### Sendemasten

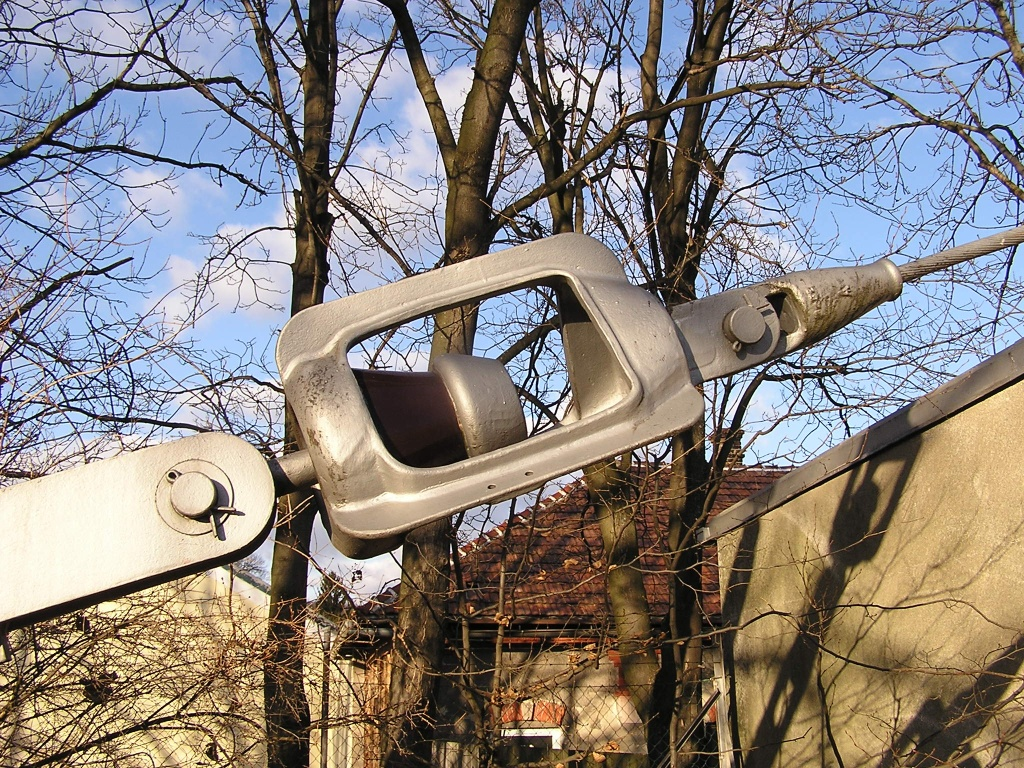
Gurtbandisolator an der Abspannung eines Sendemastes
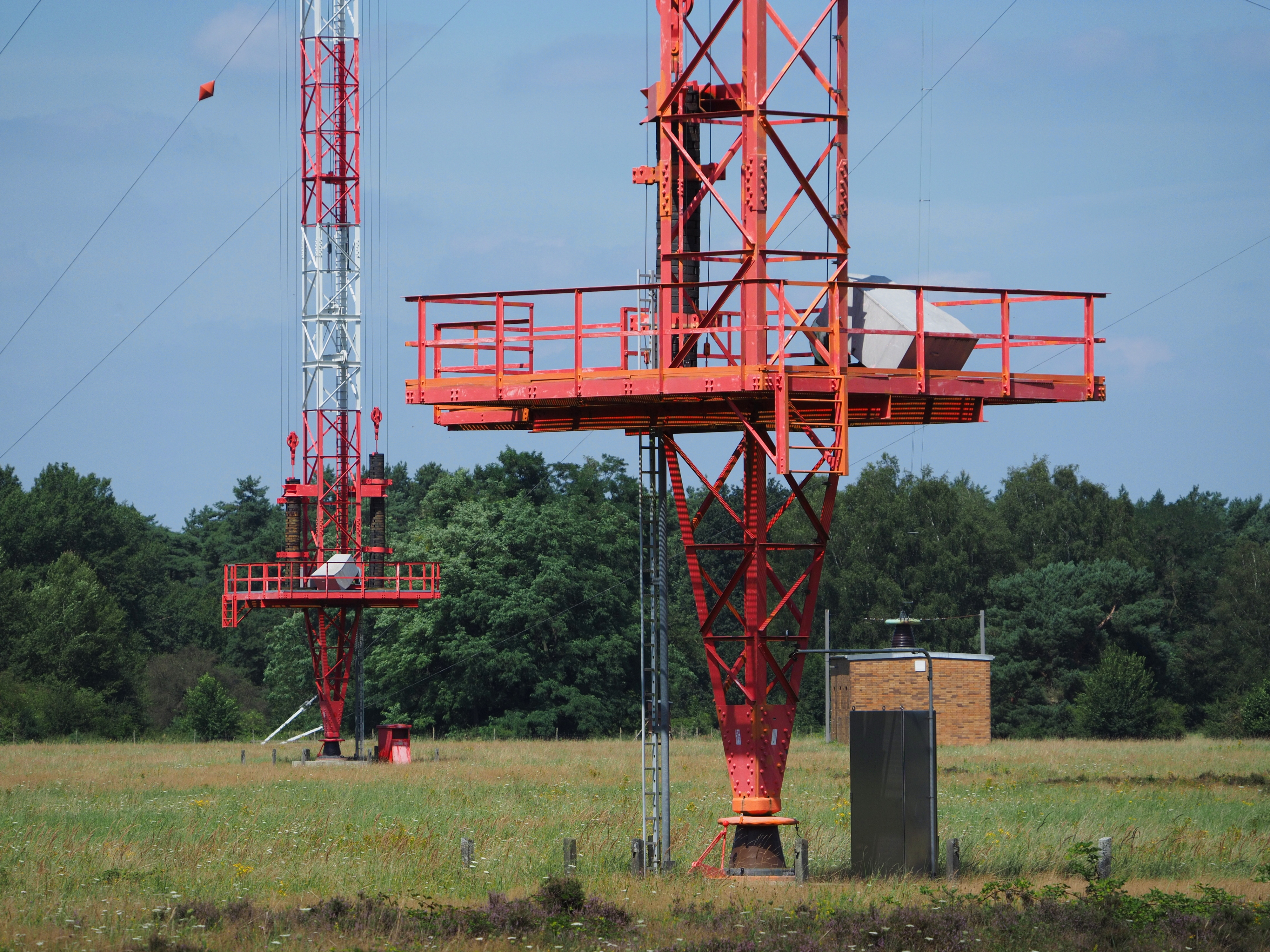
Isolierter Mastfuß eines Sendemastes; das braune kegelstumpfförmige Bauteil ist der Mastisolator

Besondere Anforderungen werden an die Isolatoren von selbststrahlenden Sendemasten gestellt, denn diese müssen bei hohen Sendeleistungen Spannungen von bis zu 300 kV und Lasten von bis zu 1000 Tonnen tragen können. Man verwendet hierfür zur Isolation der Pardunen Gurtbandisolatoren aus Steatit und zur Isolierung der Türme und Masten Hohl- oder Massivkörper aus Steatit, auf denen exakt passend der Aufliegekörper befestigt ist, der den Turm oder Mast trägt. Der Mastisolator muss ab Fertigung permanent unter Druckbelastung stehen und wird dazu bis zum Einbau in einer Pressvorrichtung gelagert. Der Turm oder Mast wird beim Einbau hydraulisch auf dem Isolator abgesetzt.

#### Drahtantennen
Abspannseile von Sendemasten und Oberleitungen, aber auch Drahtantennen werden mit eiförmigen Isolierkörpern isoliert, die Löcher und Rillen zur Aufnahme der Seile besitzen.

### Durchführungen

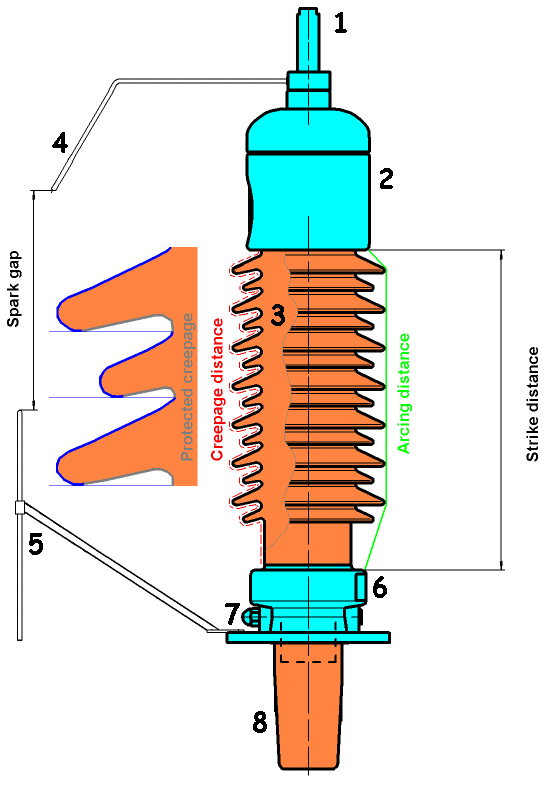
Prinzipdarstellung einer 52-kV-Durchführung
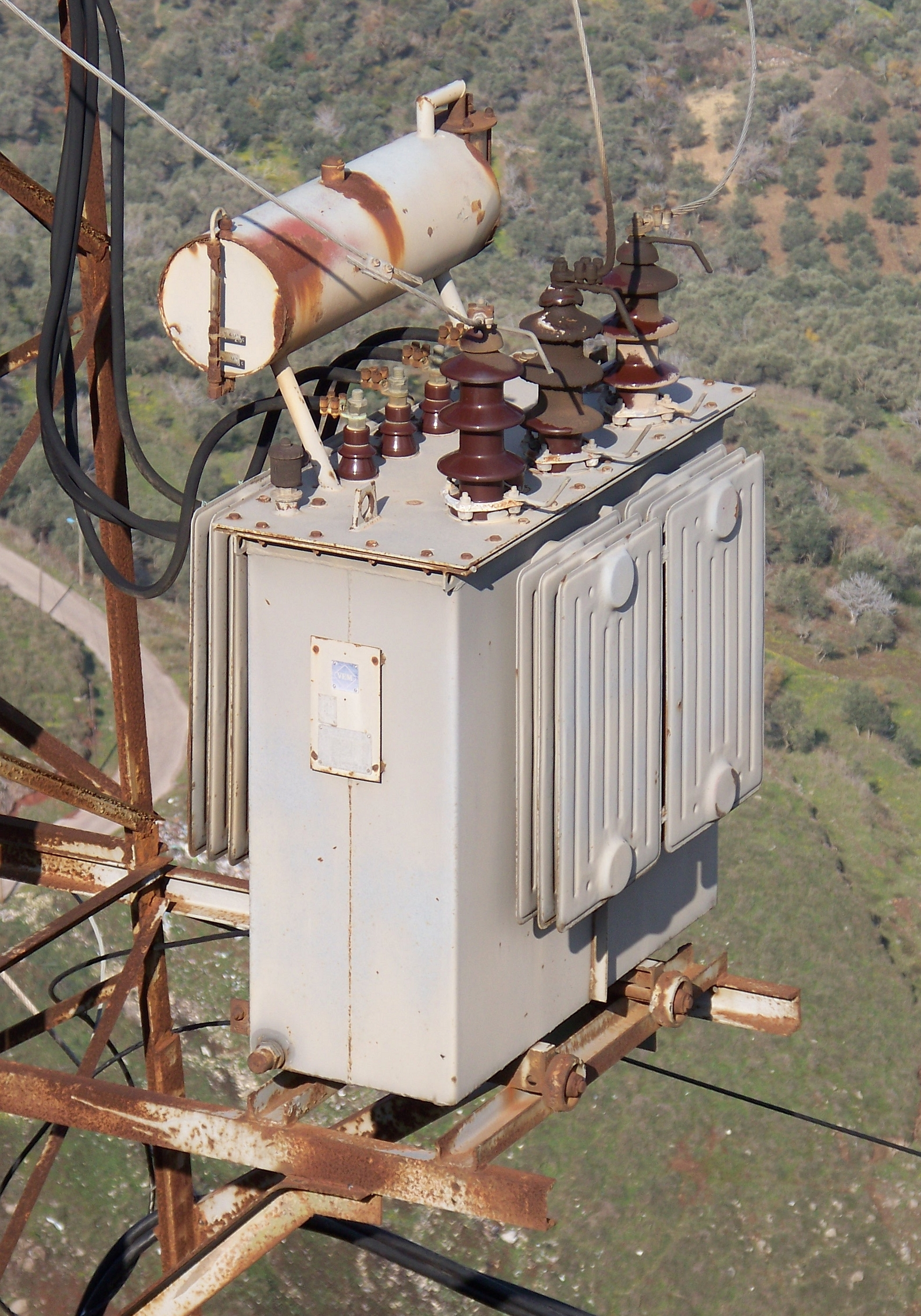
Durchführungen für Nieder- und Mittelspannung
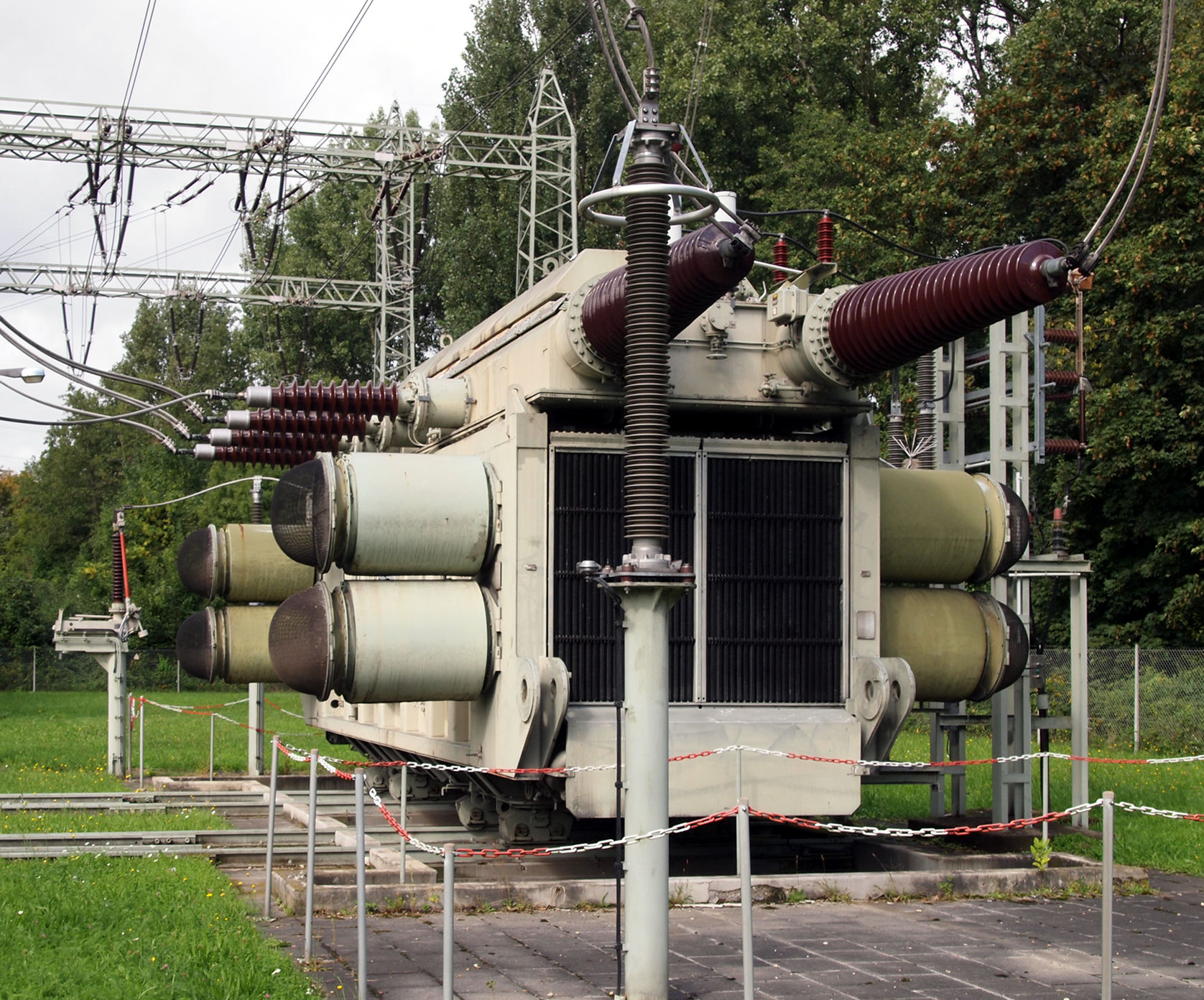
110kV- und 220-kV-Durchführungen
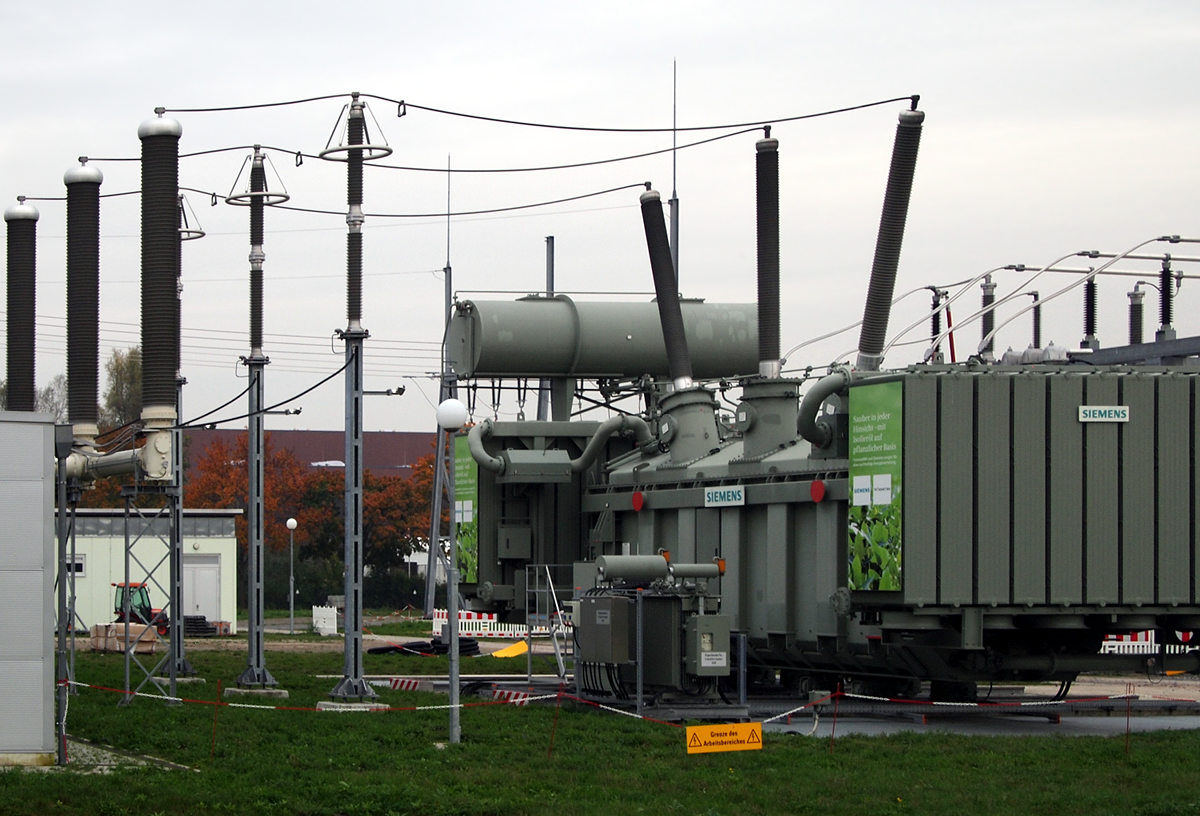
380-kV-Durchführungen
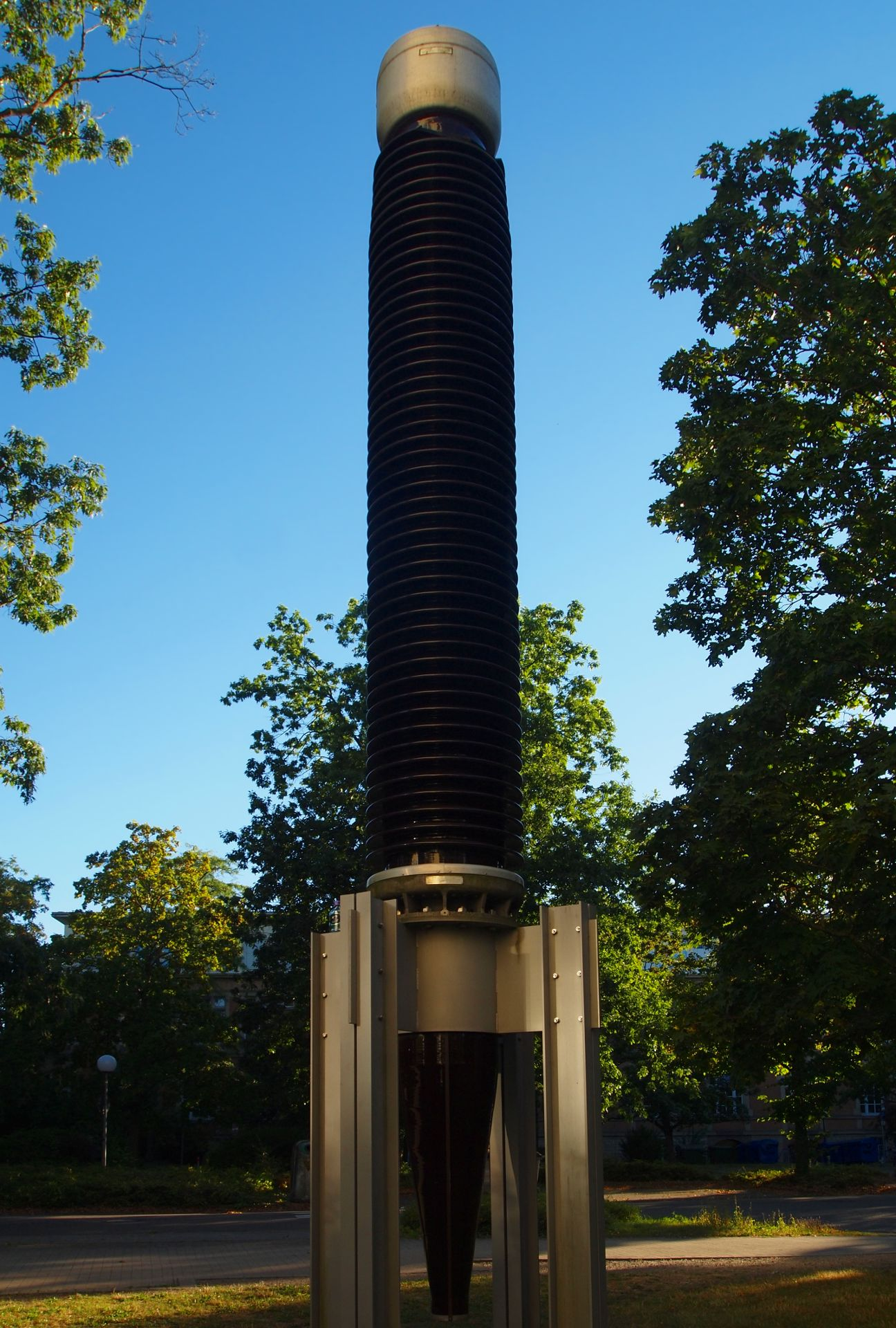
1MV-Durchführungsisolator

Durchführungen weisen einen Isolator auf, der den Leiter im Inneren entlang führt und ihn von einer metallischen Wandung isoliert, durch den er ragt. Isolator-Durchführungen werden im Stromnetz zur abgedichteten Einführung in Gebäude, Gehäuse, Erdkabel, Strom- und Spannungswandler oder Transformatoren benötigt.
Kleinere Bauformen finden sich an Zündkerzen oder Kondensatoren mit Metallgehäuse.
Der Isolator besitzt zur Montage in einem Loch außen einen Flansch oder eine ringförmige lötbare Metallfläche. Der innen durchgeführte Leiter besitzt Löt- oder Schraubanschlüsse. Oft werden in den Isolatorkörper konzentrische Lagen aus Metallfolien eingelegt, die als Zylinderkondensatoren wirken und den Verlauf der elektrischen Feldstärke in radialer oder axialer Richtung steuern. Derartige Durchführungen werden auch als Kondensator-Durchführung bezeichnet.

## Überlastungsschäden
Jeder reale Isolator kann immer nur bis zu einer gewissen Spannung isolieren, bis zu der er selbst keine nennenswerten Ströme hindurchlässt, seine Leitfähigkeit also vernachlässigbar ist. Er stellt damit einen endlichen, wenn auch meist sehr hohen elektrischen Widerstand dar. Dabei ist der Wert für die maximale Spannungsbelastung sowohl vom Material als auch von dem umgebenden Medium sowie der Frequenz (nur bei Wechselstrom und pulsierendem Gleichstrom vorhanden) und der Temperatur abhängig.
Bei einer zu hohen Spannung kann es bei Freileitungen, sofern umgebende Medien (z. B. Luft) einen geringeren elektrischen Widerstand bzw. eine geringere Durchschlagsfestigkeit aufweisen, zuerst zum Spannungsüberschlag oder, falls die Umgebung (z. B. Vakuum) einen höheren Widerstand bzw. eine höhere Durchschlagsfestigkeit besitzt oder nur ein Kabelmantel die beteiligten Leiter trennt, zum Spannungsdurchschlag kommen, wodurch ein Kurzschluss entsteht.
Bei der Dimensionierung von Freileitungsisolatoren muss daher nicht nur ihre eigene Isolierfähigkeit, sondern auch die des umgebenden Mediums berücksichtigt werden, um Spannungsüberschläge zu verhindern.
Generell können alle Isolatoren zumindest kurzfristig (höhere bzw. hohe) elektrische Ströme leiten, wenn extrem viel Energie aufgewendet wird, wie etwa durch das Anlegen einer ausreichend hohen Spannung (zum Beispiel bei Überschreiten der Durchschlagsspannung) oder durch (starkes) Erhitzen (also bei sehr hohen Temperaturen), wobei die dafür notwendige Menge materialabhängig ist. Dabei wird der Isolator zumindest beschädigt, oft auch vollkommen zerstört, und verliert seine Funktion. So kann beispielsweise auch Glas elektrischen Strom leiten, schmilzt jedoch dabei auf.
Obwohl Isolatoren gemäß dem Bändermodell alle besetzten Bänder gefüllt haben, sind diese nur am absoluten Nullpunkt wirklich nichtleitend, da mit höherer Temperatur immer mehr Elektronen aus den höchstbesetzten Banden in das niedrigste unbesetzte Band wandern. Mit steigender Temperatur und steigender Frequenz sinkt die Durchschlagsfestigkeit, bei Hochfrequenz ist die reduzierte Durchschlagsfestigkeit deutlich festzustellen.
Bei hohen Temperaturen verhalten sich Isolatoren zunehmend wie Halbleiter, leiten aber dennoch kaum Strom, da die großen Bandlücken von einigen Elektronenvolt für Ladungsträger kaum zu überspringen sind.

## Historische Bauformen

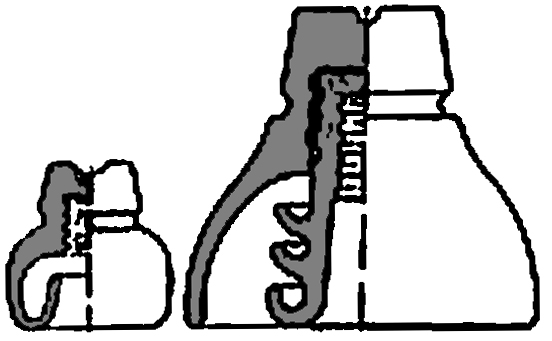
Skizze der Öl-Isolatoren, die 1891 bei der Drehstromübertragung Lauffen–Frankfurt zur Anwendung kamen. Links für 55 V Wechselspannung, rechts für 15 bzw. 25 kV

In der Anfangszeit der elektrischen Energieübertragung wurden Isolatoren an mit Hochspannung betriebenen Freileitungen auch mit speziell geformten Ölrinnen ausgeführt. Bei diesen Isolatoren, auch als Öl-Isolator bezeichnet, wurde das Öl in eigens dafür geformten Rillen, welche kreisförmig um den Isolator geführt sind, nach der Montage eingebracht. Es diente dazu, unerwünschte Kriechströme vom Leiterseil zur geerdeten Aufhängung infolge von Umwelteinflüssen wie Feuchtigkeit (Nebel, Regen) zu minimieren. Außerdem ist Öl leichter als Wasser, sodass das elektrisch nicht leitende Öl bis zu einem gewissen Verschmutzungsgrad immer an der Oberfläche verbleibt und so eine elektrisch isolierende Barriere darstellt.
Man kam von Öl-Isolatoren wegen des hohen Wartungsaufwandes, Verschmutzungsproblemen und der Verfügbarkeit von effizienteren Möglichkeiten zur Verhinderung von Kriechströmen schon kurz nach ihrer Einführung wieder ab.
In den Kolonien wuchs während des Ersten Weltkriegs die Bedeutung von Telegrafenverbindungen. Die dafür nötigen Materialien waren kriegsbedingt knapp. Um Isolatoren herzustellen, setzte man in Deutsch-Ostafrika mit Pflanzenfasern und Zement gefüllte Flaschen ein. Als auch diese knapp wurden, gingen die Techniker auf gebrannten Ton über, den sie mit Wachs überzogen. Auch die Röhrenknochen von Wild kamen als Isolatoren zum Einsatz.

## Isolatorenmuseen
Ein Isolatorenmuseum befindet sich in Lohr am Main in einem denkmalgeschützten ehemaligen Transformatorenhäuschen an der Haaggasse. Neben einem großen Teil der privaten Sammlung des Inhabers, eines gelernten Starkstrom-Elektrikers, sind dort auch einzelne Leihgaben anderer Isolatoren-Sammler zu sehen. Dargestellt werden die unterschiedlichen Größen und Bauformen von Isolatoren sowie deren historische Entwicklung.
Ein weiteres Museum, das insbesondere die Fertigung von Keramik-Isolatoren und deren Herstellung aus Kaolin thematisiert, befindet sich am Standort der früheren Margarethenhütte in Großdubrau in der sächsischen Oberlausitz. Die zuletzt als VEB Elektroporzellan Großdubrau firmierende Margarethenhütte war bis zu ihrer Liquidation infolge der politischen Wende in der DDR einer der führenden Hersteller für Hochspannungsisolatoren in Europa.